# Anja Štefan
Anja Štefan, slovenska pisateljica, pesnica in pripovedovalka; 2. april 1969, Šempeter pri Gorici.

## Življenje in delo
Anja Štefan je odraščala v Šempetru pri Gorici. Na Filozofski fakulteti v Ljubljani je študirala slovenistiko in anglistiko. Diplomirala je leta 1994. Nadaljevala je s študijem na področju folkloristike in leta 1999 magistrirala.
Že v času magistrskega študija je začela objavljati v revijah Cicido in Ciciban. V preteklih desetletjih je izdala številne zbirke pesmi, pravljic in ugank za otroke. Sodeluje z najboljšimi slovenskimi ilustratorji in glasbeniki. Njene pesmi se recitirajo in prepevajo v vrtcih, šolah, na pevskih revijah, nekatere so skoraj ponarodele. Več njenih besedil je doživelo dramatizacijo na lutkovnih odrih.
Zbrala in priredila je več obsežnih zbirk ljudskih pripovedi. Je ena najboljših pripovedovalk pri nas in ena od začetnic pripovedovalskega gibanja v Sloveniji. Nastopa za otroke in odrasle, sama in z glasbeniki. Leta 1998 je ustanovila pripovedovalski festival Pravljice danes in ga vodila 20 let. 
Je prejemnica številnih nagrad;  kot prva slovenska avtorica za otroke in mladino je leta 2022 prejela nagrado Prešernovega sklada, osrednjo slovensko nagrado za delo na področju umetnosti. 

## Nagrade
- 2022 – Nagrada Prešernovega sklada
- 2019 – Nagrada slovenske sekcije IBBY
- 2019 – Levstikova nagrada za Drobtine iz mišje doline
- 2018 – Bele vrane/White Ravens, priznanje Internationale Jugenbibliothek, München za Drobtine iz mišje doline
- 2018 – Nagrada Kristine Brenkove (priznanje za posebne dosežke)
- 2018 za Drobtine iz mišje doline
- 2018 – Nagrada zlata hruška 2018 za Drobtine iz Mišje doline
- 2018 – Nagrada večernica za Drobtine iz Mišje doline
- 2015 – Diploma 60. beograjskega knjižnega sejma (za najboljšo knjigo, posvečeno zgodovini in kulturi slovanskih narodov) – Hudičeva volna
- 2015 – Srebrno taborsko priznanje – za dolgoletno ustvarjalno delo na področju pisateljevanja in pripovedovanja
- 2014 – Nagrada zlata hruška za Gugalnica za vse
- 2010 – Nagrada Ljubljana bere za Lonček na pike
- 2008 – Nagrada Ljubljana bere za Sto ugank
- 2007 – Levstikova nagrada za Kotiček na koncu sveta
- 2007 – Nagrada izvirna slovenska slikanica za Sto ugank
- 2006 – Nagrada rastem s knjigo za Bobek in barčica
- 2001 – Levstikova nagrada za Melje, melje mlinček

### Avtorske pesmi, pravljice in uganke
- Čmrlj in piščalka (1998) (COBISS)
- Melje, melje mlinček (1999) (COBISS)
- Lešniki, lešniki (2000) (COBISS)
- Bobek in barčica (2005) (COBISS)
- Kotiček na koncu sveta (2005) (COBISS)
- Iščemo hišico (2005) (COBISS)
- Sto ugank (2006) (COBISS)
- Štiri črne mravljice (2007) (COBISS)
- Lonček na pike (2008) (COBISS)
- Gugalnica za vse (2013) (COBISS)
- Še sto ugank (2014) (COBISS)
- Svet je kakor ringaraja (2015) (COBISS)
- Sadje z naše ladje (2016) (COBISS)
- Bobek in zlate kokoši (2017) (COBISS)
- Drobtine iz mišje doline (2017) (COBISS)
- Sedem medvedov (2018) (COBISS)
- Škratovske oči (2018) (COBISS)
- Imam zelene čeveljčke (2020) (COBISS)
- Zajčkova hišica (2021) (COBISS)
- Medved in klobuk (2021) (COBISS)
- Štiri črne mravljice, od jutra do jutra (2022) (COBISS)
- Mišji ženin (2023) (COBISS)
- Čez potoček in naprej (2024) (COBISS)

### Ljudske pripovedi
- Čez griček v gozdiček (1995)(COBISS)
- O Pustu in zakletem gradu: slovenska ljudska pravljica (1999) (COBISS)
- Zlato kralja Matjaža: slovenska ljudska pravljica (1999) (COBISS)
- O pastirčku in debeli uši: slovenska ljudska pravljica (2000) (COBISS)
- Čudežni mlinček: ljudske pripovedi s celega sveta (2002) (COBISS)
- Zajec in lisica: slovenske basni (2004) (COBISS)
- Trije prašički: angleška ljudska pravljica (2008) (COBISS)
- Za devetimi gorami (2011) (COBISS)
- Hudičeva volna (2011) (COBISS)
- Od lintverna (2012) (COBISS)
- Tristo zajcev (2019) (COBISS)
- Lisička sestrička (2024 (COBISS)

### Znanstvene objave
- Slovenski pravljičarji: Anton Dremelj - Resnik (2010),v soavtorstvu z Milkom Matičetovim (COBISS)
- Folklorno pripovedovanje kot prepletanje izročila in osebne ustvarjalnosti (magistrska naloga) (1999) (COBISS)

### Odrska dela
- Bobek in barčica (2009)
- Štiri črne mravljice (2014)
- Gugalnica za vse (2015)
- Zajčkova hišica (2018)
- Pravljice za mravljice (2022)